# Maasgouw
Maasgouw (em limburguês: Maasgoew) é um município dos Países Baixos, situado na província de Limburgo. Tem 58,12 km² de área e sua população em 2020 foi estimada em 23.936 habitantes.